# Hana Ulmanová
Hana Ulmanová (* 14. února 1967, Bílovec) je česká amerikanistka, vysokoškolská pedagožka a překladatelka z angličtiny. Vyučuje na Filozofické fakultě Univerzity Karlovy, jejími obory jsou současná americká literatura, americká židovská literatura a americká jižanská literatura.

## Život
Absolvovala gymnázium v Bílovci, kde maturovala v roce 1985. Poté studovala češtinu a angličtinu, nejprve na Filozofické fakultě Univerzity Palackého v Olomouci, od roku 1987 pak na Filozofické fakultě Univerzity Karlovy v Praze. Studium ukončila v roce 1990, kdy získala titul PhDr. V roce 1992 získala titul MA a v roce 1995 titul Ph.D. Od roku 1994 pracuje jako odborná asistentka v Ústavu anglofonních literatur a kultur na Filozofické fakultě Univerzity Karlovy.

## Dílo

### Spisy
- ULMANOVÁ, Hana. Americká židovská literatura : sborník přednášek Hany Ulmanové z cyklu Vzdělávacího a kulturního centra Židovského muzea v Praze říjen 2001 až červen 2002. Praha: Židovské muzeum v Praze, 2002. 88 s. ISBN 80-85608-65-0.

### Překlady
- BEARDOVÁ, Mary. Ženy a moc : manifest. Praha: Argo, 2020. ISBN 978-80-257-3347-9.
- BIERCE, Ambrose. Ďáblův slovník. 1. vyd. Praha: Thyrsus, 1996. ISBN 80-901774-3-3.
- CAPOTE, Truman. Ručně vyřezávané rakvičky. 1992. vyd. Brno: Petrov ISBN 80-85247-35-6.
- KRAUSSOVÁ, Nicole. Dějiny lásky. 2. vyd. Praha: Argo, 2011. ISBN 978-80-257-0444-8.
- KEEGANOVÁ, Claire. Na konci dne : příběhy žen a mužů. 1. vyd. Praha : Prostor, 2024. ISBN 978-80-7260-591-0.
- KEEGANOVÁ, Claire. Takové maličkosti. 1. vyd. Praha : Prostor, 2023. ISBN 978-80-7260-558-3.
- MILLER, Arthur. Už tě nepotřebuju. Plzeň: Mustang, 1997. ISBN 80-7191-234-4.
- PROSEOVÁ, Francine. Lovci a sběračky plodů. Praha: Argo, 2004. ISBN 80-7203-560-6.
- SEDARIS, David. Jsi ďábel. Praha: Argo, 2015. ISBN 978-80-257-1499-7.
- TEVIS, Walter. Dámský gambit. Vyd. 1. Praha: Argo, 2021. ISBN 978-80-257-3600-5.
- WELTY, Eudora. Zkamenělý muž : výbor z povídek. Praha: H & H, 1997. ISBN 80-86022-11-0.
- WILLIAMS, Tennessee. Anděl ve výklenku. Plzeň: Mustang, 1995. 121 s. ISBN 80-7191-074-0.

### Práce pro časopisy
Své texty uveřejnila v časopisech Respekt nebo Revolver Revue.

### Práce pro rozhlas
Spolupracuje s Českým rozhlasem, kde připravila pořady o současných amerických autorech. V roce 2020 zpracovala pro pořad Mozaika seriál o proudech v americké literatuře. Český rozhlas rovněž uvedl některé její překlady jako četbu na pokračování (například David Sedaris: Neúplná skvadra, 2014).